# Flaujagues
Flaujagues is een gemeente in het Franse departement Gironde (regio Nouvelle-Aquitaine) en telt 490 inwoners (1999). De plaats maakt deel uit van het arrondissement Libourne.

## Geografie
De oppervlakte van Flaujagues bedraagt 7,8 km², de bevolkingsdichtheid is 62,8 inwoners per km².
De onderstaande kaart toont de ligging van Flaujagues met de belangrijkste infrastructuur en aangrenzende gemeenten.

## Demografie
Onderstaande figuur toont het verloop van het inwonertal (bron: INSEE-tellingen).